# Джордж и сокровища Вселенной
«Джордж и сокровища Вселенной» (англ. George's Cosmic Treasure Hunt, букв. «Космическая охота Джорджа за сокровищами») — детская научно-познавательная приключенческая повесть, написанная Люси Хокинг и её отцом, астрофизиком Стивеном Хокингом и в увлекательной форме знакомящая читателей с устройством Вселенной и Солнечной системы, а также проблемой возникновения жизни на Земле и её существования на других планетах. Продолжение книги «Джордж и тайны Вселенной» (2007), ставшее второй в цикле из шести повестей о приключениях Джорджа. Опубликована в 2009 году с иллюстрациями Гарри Парсонса. В книге имеется несколько научно-популярных информационных вставок, написанных известными учёными (среди которых Сет Шостак, Брэндон Картер, Мартин Рис, Джеффри Марси и др.), а также вклеек с цветыми фотографиями планет и других космических объектов.
Книга переведена на ряд языков. Русский перевод сделан в 2010 году.

## Сюжет
После событий первой книги Эрика Беллиса приглашают работать во Всемирное космическое агентство в США, и семья переезжает во Флориду. Вскоре по приглашению Анни Джордж приезжает к ней на каникулы, где знакомится с Эмметом, сыном знакомых Эрика, который тоже проводит у них каникулы. Анни рассказывает Джорджу о том, что марсоход «Гомер», запущенный на Марс с целью подготовки пилотируемого полёта на планету, по приземлении «сошёл с ума» и перестал реагировать на команды с Земли. Попытавшись включить вышедший из строя суперкомпьютер «Космос», Анни и Эрик увидели на нём странное изображение, из которого можно было понять, что посещение Марса необходимо для спасения Земли. Эрик не поверил этому сообщения, а Анни разработала план тайного посещения Марса вместе с Джорджем. Хотя с Эмметом Анни раньше постоянно ссорилась, увлечённый компьютерами Эммет также становится сообщником Анни и Джорджа и помогает им наладить работу «Космоса».
Вместе с Эриком ребята приезжают на космодром, чтобы наблюдать запуск «шаттла». Затем они тайно проникают в «чистую комнату», где Эрик хранит их скафандры. Эммет остаётся управлять «Космосом», а Анни с Джорджем через открытый компьютером портал попадают на Марс. Там они видят, что марсоход нарисовал ещё одно послание, в котором говорилось, что для спасения Земли необходимо посетить Титан, спутник Сатурна. В свою очередь, на Титане Анни и Джордж видят новое послание о том, что им нужно проследовать на планету из системы двойной звёзды. «Космос» отправляет их на Альфа Кентавра В, где условия оказываются слишком опасными для жизни. Тем временем Эрик обнаруживает Эммета с «Космосом» и следует на Альфа Кентавра за детьми. Он объясняет им, что Альфа Кентавра это на самом деле система тройной, а не двойной, звезды, и просит Эммета и «Космос» заново рассчитать пункт назначения. Как догадывается Эрик, если Титан был местом, похожим на Землю до зарождения жизни, а Марс — планетой, на которой жизнь, возможно, существовала в прошлом, то на новой планете условия, вероятно, будут максимально приближены к земным. На этот раз «Космос» переносит их на спутник планеты в система звезды 55 Рака А. Эта планета по условиям напоминает Землю, однако здесь Эрик и дети встречают Линна, который после событий первой книги исчез.
Как выясняется, сообщения оставлял Линн, который хотел доказать Эрику, что именно он, Линн, нашёл экзопланету, пригодную для жизни. Линн также разработал свой суперкомпьютер, которому придал форму хомяка по имени Бусик. Между Эриком и Линном происходит разговор, в котором оба выясняют подробности случившегося между ними много лет назад конфликта, когда Линн хотел в одиночку открыть портал, чтобы пронаблюдать Большой Взрыв, а Эрик помешал ему. Поняв, что оба они были неправы, Эрик и Линн примиряются. «Космос» вместе с Бусиком открывают портал, и все возвращаются на Землю. Вскоре Эрика приглашают на работу в Европу, и он предлагает снова поселиться в том же доме в Англии по соседству с Джорджем.
В конце книги родители Джорджа, которые всё это время находились в поездке на Тувалу, где изучали влияние глобального потепления, сообщают сыну, что у них будет ребёнок.

## Отзывы
По словам Люси Хокинг, во второй книге «Джордж и его подруга Энни отправляются в путешествие по Солнечной системе. Они ищут сокровища, а точнее, подсказки, которые оставили им в разных частях системы и даже за её пределами. Эти подсказки помогают им искать жизнь».
Марина Бородицкая высоко оценила первые три книги цикла, назвав их «потрясающими»; по её словам, «в первой книге — абсолютно базовые законы физики: что такое вещество, масса, температура, как устроена Солнечная система. Во второй книге герои узнают, какова вероятность существования внеземных цивилизаций».

## Другие книги серии
- «Джордж и тайны Вселенной» (2007)
- «Джордж и Большой взрыв» (2011)
- «Джордж и код, который не взломать» (2014)
- «Джордж и ледяной спутник» (2016)
- «Джордж и корабль времени» (2019)